# 가을의 전설
《가을의 전설》(영어: Legends of the Fall)은 1994년 미국의 서사 서부, 역사 드라마 영화이다. 짐 해리슨의 동명 소설을 원작으로 하며, 금주법 시대를 배경으로 한 삼형제와 그 아버지의 이야기이다. 에드워드 즈윅이 연출했고 브래드 피트, 앤서니 홉킨스, 에이던 퀸, 줄리아 오먼드, 헨리 토머스가 출연했다.
촬영 감독 존 톨은 이 영화로 아카데미 촬영상을 수상했다.

## 줄거리
이 영화는 러들로 가족의 친구인 크리족 원스탭이 신문 기자에게 가족의 이야기를 들려주는 방식으로 전개된다.
미국 연방 정부가 미국 원주민들에게 저지른 배신 행위에 진절머리가 난 윌리엄 러들로 대령은 미국 육군을 떠나 몬태나주의 외딴곳으로 이주한다. 그는 원스탭과 함께 목장을 짓고 가족을 부양한다. 그들과 함께하는 이들은 고용된 일꾼이자 전직 무법자인 데커와 그의 크리족 아내 펫, 그리고 딸 이사벨 투이다. 윌리엄에게는 세 아들이 있다: 장남 앨프레드, 둘째 트리스탄, 그리고 막내 새뮤얼이다.
윌리엄의 아내 이사벨은 몬태나의 혹독한 겨울에 적응하지 못하고 동부 해안으로 이주한다. 트리스탄은 그녀에 대해 절대 말하지 않겠다고 맹세한다. 12살 때, 트리스탄은 잠든 회색곰을 만지는데, 곰이 깨어나 그를 다치게 하지만 그는 발톱 하나를 잘라낸다.
몇 년 후 1914년, 새뮤얼은 하버드 대학교에서 약혼녀 수재나와 함께 돌아온다. 결혼하기 전에 그는 캐나다 해외원정군에 합류하여 제1차 세계 대전에서 그레이트브리튼 아일랜드 연합왕국이 독일 제국과의 전투를 돕겠다고 선언한다. 윌리엄의 불쾌감에도 불구하고 앨프레드도 합류한다. 트리스탄은 수재나에게 새뮤얼을 보호하겠다고 맹세한 후 마지못해 합류한다.
형제들은 캐나다 제10대대에서 함께한다. 장교로 임명된 앨프레드는 무인지대로 돌격을 이끈다. 이 공격으로 막대한 사상자가 발생하고 그는 부상당한다. 야전 병원에서 앨프레드를 방문하던 트리스탄은 새뮤얼이 위험한 정찰 임무에 자원했다는 것을 알게 된다. 그는 동생을 보호하기 위해 서둘러 달려가지만 너무 늦게 도착한다. 트리스탄은 새뮤얼이 죽을 때까지 붙잡고 있다가 동생의 심장을 꺼내 목장에 묻기 위해 집으로 보낸다.
슬픔에 미쳐버린 트리스탄은 단독으로 독일군 진지를 습격하고 독일군 병사들의 두피를 목에 걸고 캠프로 돌아와 동료 병사들을 경악시킨다. 그는 제대하지만 집으로 돌아가지 않는다. 앨프레드는 몬태나로 돌아와 수재나에게 청혼하지만 그녀는 거절한다.
트리스탄은 집으로 돌아오고, 그곳에서 수재나는 새뮤얼의 무덤 위에서 울고 있는 그를 발견한다. 그녀는 그를 위로하고 그들은 연인이 된다. 질투심에 찬 앨프레드는 트리스탄과 맞서다가 헬레나 (몬태나주)에서 자신의 이름을 알리기 위해 떠난다. 트리스탄은 새뮤얼의 죽음에 대한 죄책감에 시달리고 앨프레드를 쫓아낸 것에 대한 책임감을 느낀다. 그는 몬태나를 떠나 몇 년 동안 세계를 여행한다.
수재나는 트리스탄을 기다리겠다고 맹세하지만, 결국 그로부터 다른 남자와 결혼하라는 편지를 받는다. 앨프레드가 그녀를 위로하고, 윌리엄이 그들을 함께 있는 것을 발견하자 아버지와 아들 사이에 불화가 생긴다. 윌리엄은 나중에 뇌졸중으로 쓰러져 몇 년 동안 말을 하지 못하고 목장은 황폐해진다. 수재나는 현재 의원인 앨프레드와 결혼한다. 앨프레드의 사업과 정치는 그를 아일랜드 밀주업자이자 갱스터인 딘 오배니언 형제와 엮이게 만든다.
트리스탄은 금주법 시대인 1920년대에 돌아와 목장과 아버지에게 활력을 되찾아준다. 그는 이사벨 투와 사랑에 빠지고 결혼하여 두 자녀를 둔다. 트리스탄은 소규모 럼주 밀수에 연루되어 오배니언 형제와 갈등을 겪는다. 이사벨 투는 갱스터를 위해 일하는 부패한 경찰관에 의해 실수로 살해된다. 분노한 트리스탄은 경찰관을 거의 죽음에 이르게 할 정도로 구타하고 투옥된다.
수재나는 트리스탄을 방문하는데, 여전히 그에 대한 감정을 가지고 있지만 그는 그녀의 접근을 거부한다. 석방된 후, 그와 데커는 오배니언 형제 중 한 명을 포함하여 이사벨의 죽음에 책임이 있는 자들을 살해한다.
트리스탄 없이는 살 수 없었던 수재나는 자살한다. 남은 오배니언 형제는 부패한 보안관과 또 다른 경찰관과 함께 복수를 위해 트리스탄을 쫓아온다. 목장에서 윌리엄은 오배니언 형제와 경찰관을 총으로 쏴 죽이고, 앨프레드는 트리스탄이 윌리엄을 보호하는 동안 보안관을 죽인다. 앨프레드는 아버지와 형제와 화해한다.
가족은 트리스탄이 죽음의 책임을 지고 오배니언의 동맹들에게 끊임없이 쫓길 것이라는 것을 깨닫고, 그에게 앨프레드에게 자녀들을 돌봐달라고 부탁한다. 그들은 시체를 묻고 차를 미주리 강에 버린다. 트리스탄은 가족 중 다른 모든 사람들보다 오래 살며, 자녀와 손자녀가 성장하는 것을 지켜본다.
1963년, 이제 노인이 되어 북부 지방에 살고 있는 트리스탄은 동물 사체를 조사하다가 회색곰과 마주친다. 그는 칼을 뽑아 싸우다가 결국 죽는다.
원스탭은 "좋은 죽음이었다"고 내레이션을 마친다.

## 출연진
- 브래드 피트 - 트리스턴 러들로
  - 에릭 존슨 - 청년 트리스턴
  - 키건 매킨토시 - 어린 트리스턴
- 앤서니 홉킨스 - 윌리엄 러들로 상사
- 에이던 퀸 - 앨프리드 러들로
- 줄리아 오먼드 - 수재나 핑캐넌러들로
- 헨리 토머스 - 새뮤얼 러들로
- 카리나 롬바드 - 이저벨 데커 / 이사벨 2세
  - 세콴 오거 - 어린 이저벨
- 고든 투투시스 - 원스태브
- 크리스티나 피클스 - 이저벨 러들로
- 폴 데즈먼드 - 로스코 데커
- 탄투 카디널 - 펫 데커
- 로버트 위즈든 - 존 T. 오배넌
- 존 노백 - 제임스 오배넌
- 케네스 웰시 - 타이너트 보안관
- 바트 더 베어 - 곰

## 한국판 성우진(KBS) (1997년 10월 24일)
- 김승준 - 트리스탠 러들로(브래드 피트/에릭 존슨)
- 故 이완호 - 윌리엄 러들로(안소니 홉킨스)
- 김영민 - 알프레드 러들로(에이단 퀸)
- 유남희 - 수잔나 핀캐넌(줄리아 오몬드)
- 한호웅 - 사무엘 러들로(헨리 토마스)
- 문일옥 - 이자벨(카리나 롬바드/세콴 오거)
- 주호성 - 원스텝(고던 투투시스)
- 손정아 - 이자벨 러들로(크리스티나 피클스) / 이자벨의 어머니(탄투 카디널)
- 서광재 - 이자벨의 아버지(폴 데스몬드)
- 김태연 - 존 오배넌(로버트 위스든)
- 김규식 - 제임스 오배넌(존 노박)
- 온영삼 - 타이너트 보안관(케네스 웰시)
- 손선근 - 군인(그렉 포셋)

## 참고 사항
- 영화 속 내용 배경은 미국 몬태나주이며, 실제 영화 촬영은 캐나다 앨버타주 로키산맥에서 했다.